# Janne Andreassen
Janne Andreassen (* 22. November 1959) ist eine ehemalige norwegische Fußballspielerin, die als Torhüterin agierte.

## Karriere

### Verein
Andreassen spielte im Seniorinnenbereich einzig für die im Osloer Vorort Bøler ansässige Bøler Idrettsforening. 1981 gewann sie mit ihrer Mannschaft das Finale um den nationalen Vereinspokal.

### Nationalmannschaft
Für die Nationalmannschaft bestritt Andreassen in einem Zeitraum von sechs Jahren 17 Länderspiele. Sie debütierte am 15. September 1982 in Kotka im zweiten Spiel der EM-Qualifikationsgruppe 1 beim 3:0-Sieg über die Nationalmannschaft Finnlands. Auch im anschließenden 14 Tage später ausgetragenen EM-Qualifikationsspiel bei der 0:2-Niederlage gegen die Nationalmannschaft Schwedens wurde sie eingesetzt. Im Spieljahr 1983 kam sie in den restlichen drei Spielen der EM-Qualifikationsgruppe 1 zum Einsatz und 1984 bestritt sie die beiden Freundschaftsspiele gegen die Nationalmannschaften Deutschlands (4:1 am 2. Mai in Helmstedt) und Schwedens (2:2 am 15. September in Lillestrøm).
Nach dem Freundschaftsspiel am 30. August 1986 in Dänikon, wo die Schweizer Nationalmannschaft mit 0:8 verlor, folgten am 10. September und 4. Oktober zwei weitere EM-Qualifikationsspiele (5:2 vs. Dänemark; in Vejle und 2:0  vs. Finnland; in Oslo). Dort bestritt sie auch am 23. Mai 1987 das torlos gebliebene EM-Vorbereitungsspiel gegen die Nationalmannschaft der Niederlande. Mit den beiden anschließenden und erfolgreichen Finalspielen der Europameisterschaft krönte sie sich mit ihrer Mannschaft zum Europameister. Des Weiteren kam sie am 9. und 11. Juli 1987 in zwei siegreichen Spielen gegen die Nationalmannschaft Chinas (4:0) und der US-amerikanischen Nationalmannschaft (1:0) im Turnier um den Nordamerika-Pokal zum Einsatz. Das Ende ihrer Länderspielkarriere fand mit den ersten beiden Spielen der EM-Qualifikationsgruppe 1 am 10. September und 7. Oktober 1987 mit dem 3:3-Unentschieden gegen die Nationalmannschaft Finnlands in Kerava und der 0:1-Niederlage gegen die Nationalmannschaft Dänemarks in Oslo ihren Abschluss.

## Erfolge
Nationalmannschaft
- Europameister 1987

Bøler IF
- Norwegischer Pokal -Sieger 1981